# Claude Strebelle
Claude Strebelle (Brussel·les, 2 de desembre de 1917 - 16 de novembre de 2010), fou un arquitecte i urbanista belga.

## Biografia
Va obtenir el diploma d'arquitecte a l'Acadèmia Reial de Belles Arts de Brussel·les el 1941. Va crear el «Taller d'arquitectura del Sart Timan» a Lieja, la ciutat on viu i on va desenvolupar la seva carrera.
Als anys setanta va dissenyar els plans pel campus nou de la Universitat de Lieja al Sart-Tilman.
Quan la ciutat de Lieja sofria de les conseqüències dels excessos de l'urbanisme "tot pel cotxe" dels anys seixanta del segle passat i que tot el centre era un camp de rovines després de la destrucció de centenars de cases i de monuments en preparació de la construcció d'una autopista de penetració, va ser el primer que va dissenyar un pla de reurbanització que va obtenir la unanimitat del consell municipal el 1988. El seu concepte de plaça central a poc a poc va realitzar-se.